# Снятинська секція Українського Студентського Союзу
Снятинська секція Українського Студентського Союзу у Львові — неприбуткова громадська організація, яка діяла у Снятині і Снятинському повіті в добу Австро-Угорщини та Другої Речі Посполитої з перервами в 1911—1924 роках.
Основним полем діяльності цієї філії УСС у Львові була просвітницька, культурна та правозахисна діяльність, в тому числі у сфері захисту прав українських студентів у Галичині як за часів Австро-Угорщини, так і в добу польської окупації Галичини.

## Австрійська доба
Опісля завершення процесу 101 над українськими студентами у Львові у липні 1911 року УСС у Львові прийняв рішення про перенесення основного активу діяльності на місцях. Найбільш активні студенти Покуття у Снятині 1 листопада 1911 року заснували секцію УСС. 
Перший звіт товариства завізували 13 лютого 1912 року в Снятині голова секції Василь Фроляк, студент-правник із с. Карлів Снятинського повіту (тепер с. Прутівка, Снятинської міської територіальної громади, Коломийського району, Івано-Франківської області) і секретар секції Василь Порайко, студент-правник із с. Устя-над-Прутом (тепер с. Устя цієї ж міської територіальної громади).
На той час у секції було 15 членів, з них п'ять постійно проживали в місті Снятин і в околицях.
Головним активістом снятинської секції УСС протягом першого півріччя її діяльності був В. Порайко. Обраний секретарем осередку товариства в листопаді 1911 року, він знайшов для себе нові можливості обстоювати позиції появи в Галичині українського університету та захищав інтереси українства через діяльність осередків товариств «Просвіта» і «Рідна школа» на Снятинщині.
24 серпня 1912 року відбулися загальні збори секції УСС у м. Снятин, на яких обрано нове керівництво. Зокрема, посаду секретаря секції зберіг В. Порайко, а заступниками виділового (голови секції) стали два Юліани — Карп'юк (студент одного з університетів Відня) та Гоїв (щойно вступив до Технічного університету м. Брно).
Останній архівний документ про роботу секції УСС у м. Снятин довоєнного періоду датований 29 жовтня 1912 року. Йдеться про щорічний квестіонар (опитувальник) із 16 запитань щодо роботи секцій у регіонах, який надсилали до Головної ради УСС у Львові.
Протягом цього року в секції відбулися зміни керівного складу, два члени секції покинули її і водночас ще два прийнято до неї.

## Польська доба
Після завершення Першої світової війни та визвольних змагань у Галичині, секція УСС у м. Снятин відновила свою роботу наприкінці 1920 року.
Головними ініціаторами поновлення роботи секції були Андрій Тофан (її довоєнний учасник), Євген Гоїв, який готувався вступати до Чеського технічного університету та майбутній український композитор Роман Сімович.
31 липня 1921 року секція УСС у м. Снятин надіслала підготовлену резолюцію до керівництва товариства в м. Львів на знак протесту проти свавілля польської влади щодо здобуття студентами української вищої освіти на території краю. У ній виокремлено вісім пунктів:
1. констатовано факт польської окупації Галичини та перетворення утраквістичного (двомовного) Львівського університету на виключно польський заклад, що унеможливило українським студентам здобувати в нім знання українською мовою;
2. представники секції вимагали від польського уряду повернення утраквістичного статусу для Львівського університету та зняття всіх можливих перепон для навчання українців у закладах вищої освіти м. Львів;
3. секція УСС у м. Снятин радо вітала ініціативи щодо заснування приватних університетських курсів за час відсутності мати власний український університет у м. Львів та інші заклади вищої освіти на території краю;
4. секція УСС в м. Снятин, підтримуючи ініціативу Головної ради УСС, зізвала усі українські політичні й освітні кола та студентські організації відмовитись від будь-якої співпраці з керівництвом львівських вишів;
5. закликано українських студентів покидати навчання в університетах на знак протесту проти свавілля польської влади;
6. підготовлено звернення до українських студентів за кордоном із закликом їх до солідарності між собою та з проханням активно виступати перед іноземцями про потребу української молоді мати власний університет у м. Львів;
7. зізвано випускників-українців закладів вищої освіти до солідарності та сприяння молоді не складати жодних державних іспитів на знак протесту проти порушення прав українських студентів;
8. секція зобов'язувалась просити українську громадськість у краї та за кордоном боротися за появу українського університету в м. Львів і спільно з молоддю поборювати кожного, хто стоїть на шляху природних прав українців на здобуття вищої освіти. Цей документ підписали голова секції УСС в м. Снятин М. Григорійчук і секретар В. Костинюк[8].

Український діаспорний історик і журналіст Михайло Бажанський вважає, що секція УСС в м. Снятин проіснувала до 1924 року. Документів про діяльність секції у 1922—1924 роках не збереглось. Разом з тим відомо, що в 1922 році у зборах секції брав участь український письменник Марко Черемшина, який у промові висловився так: «Віддайте народові свої молоді серця і розум, а тоді народ вас зрозуміє і піде вам назустріч».